# 1MS
1MS fue un modelo de satélite artificial soviético desarrollado a principios de los años 1960 por la oficina de Koroliov. Sólo se fabricaron dos satélites de este modelo, el Cosmos 2 y otro satélite que no recibió denominación al fallar en alcanzar órbita.